# ゲルダ・マウルス
ゲルダ・マウルス（Gerda Maurus, 1903年8月25日 - 1968年7月31日）とは、オーストリアの女優。

## 生涯
クロアチア人として生まれ、ウィーンの舞台で名を上げる。舞台で公演中、里帰りしていたフリッツ・ラング監督の目に留まり、無声スリラー映画『スピオーネ』（1928年）のヒロイン役に抜擢。以後、ヴァイマル共和政からナチス・ドイツ時代にかけて多くのドイツ映画に出演した。

## 主な出演作品
- スピオーネ Spione (1928)
- 月世界の女 Frau im Mond (1929)
- Hochverrat (1929)
- Der Draufgänger (1931)
- Hilfe! Überfall! (1931)
- Die Fremde (1931)
- Schachmatt (1931)
- Tod über Shanghai (1932)
- 白日鬼 Der weiße Dämon (1932)
- Unsichtbare Gegner (1933)
- Der Doppelgänger (1934)
- Ein Mädchen mit Prokura (1934)
- 南欧千一夜 Der Kosak und die Nachtigall (1935)
- Daphne und der Diplomat (1937)
- 国境の狼火 Grenzfeuer (1939)
- Die Freunde meiner Frau (1949)
- Die kleine Stadt will schlafen gehen (1954)

## 書籍
- Patrick McGilligan. Fritz Lang: The Nature of the Beast. St. Martin's Press, 1998.